# Premi Flaiano 2018
La cerimonia di premiazione della 45ª edizione dei Premi Flaiano ha avuto luogo l'8 luglio 2018 a Pescara presso piazza della Rinascita. 
La serata è stata trasmessa in diretta su Rete8, in replica nazionale su Rai 3, con la conduzione di Mariasilvia Santilli e Lucio Valentini. Durante la cerimonia di premiazione, l'Associazione Culturale Ennio Flaiano ha assegnato la statuetta del Pegaso d'oro a personalità che nel corso della precedente stagione culturale si sono distinte in ambito letterario, cinematografico, teatrale, televisivo e radiofonico. La rassegna cinematografica collaterale si è svolta presso il Teatro Circus dal 29 giugno al 6 luglio 2018, inaugurata alla presenza di Riccardo Milani, direttore artistico del festival, e Paola Cortellesi.
È stata la prima edizione dei premi Flaiano tenutasi in seguito della scomparsa di Edoardo Tiboni, fondatore del riconoscimento.

## Vincitori

### Letteratura

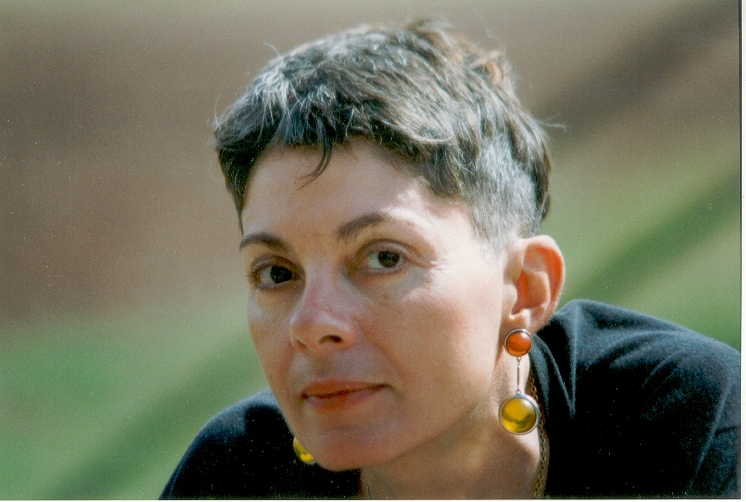
Ben Pastor, vincitrice del premio speciale di letteratura

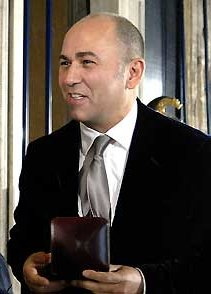
Ferzan Özpetek, vincitore del premio di cinema per la regia

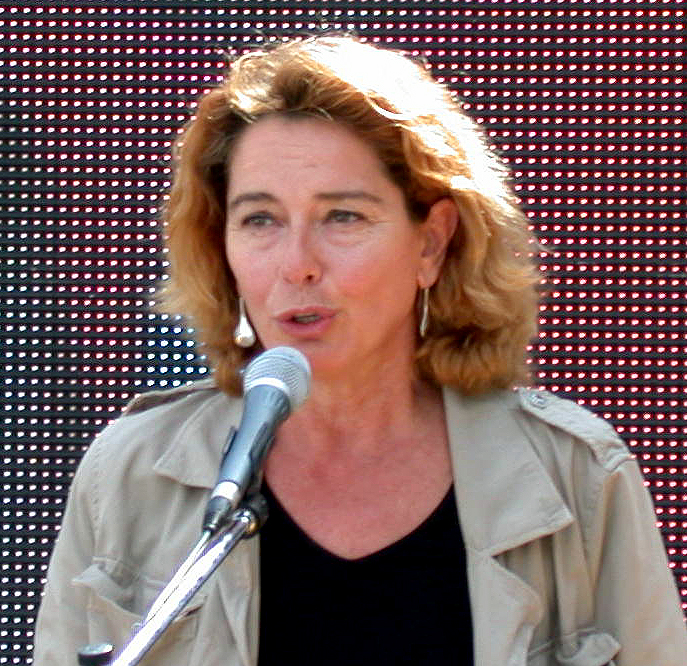
Monica Guerritore, vincitrice del premio di cinema per l'interpretazione

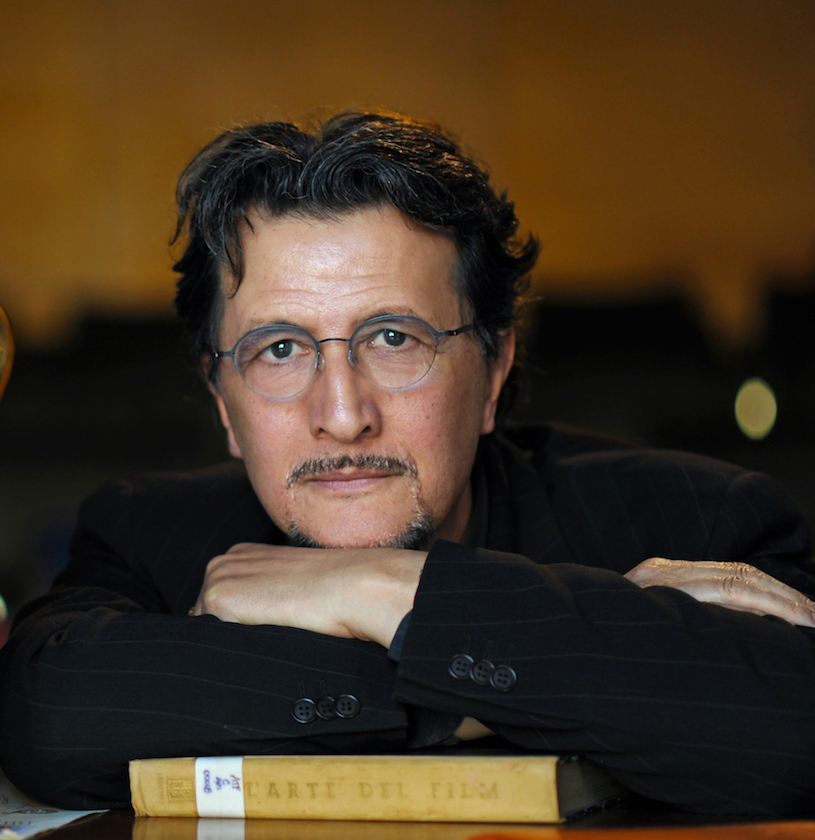
Federico Tiezzi, vincitore del premio di teatro per la regia

- Premio per la narrativa: Andrea Moro per Il segreto di Pietramala (La nave di Teseo)
- Premio internazionale di italianistica: Ligiana Costa per O Corego (Brasile), Anne Pia per Language of My Choosing (Scozia), Jorge Wiesse Rebagliati per Dante contempla la Trinidad (Perù)
- Premio speciale internazionale: Ben Pastor

### Cinema
- Premio per la regia: Ferzan Özpetek per Napoli velata
- Premio per la cinematografia: Vittorio Storaro per La ruota delle meraviglie
- Premio per l'interpretazione maschile: Massimo Popolizio per Sono tornato
- Premio per l'interpretazione femminile: Monica Guerritore per Puoi baciare lo sposo
- Premio per la sceneggiatura: Nicola Guaglianone per Benedetta follia, L'ora legale e Sono tornato
- Premio per l'opera prima: Sebastiano Mauri per Favola

### Teatro
- Premio per la regia: Federico Tiezzi per Antigone
- Premio per l'interpretazione maschile: Ennio Fantastichini per Re Lear
- Premio per l'interpretazione femminile: Elena Sofia Ricci per Vetri rotti
- Premio per il musical: Massimo Romeo Piparo, Paolo Conticini, Sabrina Marciano, Sergio Múñiz e Luca Ward per Mamma Mia!
- Premio speciale della Presidenza: Ottavia Fusco Squitieri per La strana coppia

### Televisione e radio
- Premio per la regia: Rolando Ravello per Immaturi - La serie
- Premio per l'interpretazione maschile: Francesco Montanari per Il cacciatore
- Premio per l'interpretazione femminile: Greta Scarano per La linea verticale
- Premio per la conduzione: Alessandro Cattelan per E poi c'è Cattelan
- Premio per il programma: Mika per Stasera casa Mika
- Premio per il programma culturale: Roberto Balducci e Maria Cuffaro per TG3 Nel mondo
- Premio per il programma radio: Pietro Del Soldà per Tutta la città ne parla (Rai Radio 3)
- Premio speciale di giornalismo: Giovanna Botteri (TG1), Gabriella Simoni (TG5)

## Giurie
Letteratura
- Renato Minore, critico letterario e scrittore
- Paolo Di Paolo, scrittore e giornalista
- Antonella Di Nallo, docente universitaria e scrittrice
- Marco Presutti, docente universitario

Comitato artistico
- Giovanni Antonucci, drammaturgo
- Valerio Caprara, critico cinematografico
- Masolino D'Amico, critico teatrale e scrittore
- Laura Delli Colli, saggista
- Franco Mariotti, regista e saggista
- Giuliano Montaldo, regista e sceneggiatore
- Marco Patricelli, docente universitario
- Paolo Sommaruga, giornalista
- Enrico Vanzina, produttore

Italianistica
- Isabella Camera d'Afflitto, linguista e traduttrice
- Maria Concetta Costantini, docente e linguista
- Silvia Giampaola, rappresentanza del Ministero degli affari esteri
- Dante Marianacci, scrittore e saggista
- Giorgio Patrizi, critico letterario e docente universitario